# Albert Göring
Albert Günther Göring (Berlim, 9 de março de 1895 — Munique, 20 de dezembro de 1966) foi um empresário alemão que ajudou judeus e dissidentes a sobreviver na Alemanha durante a Segunda Guerra Mundial. Seu irmão mais velho era Hermann Göring, um dos líderes da Luftwaffe e do partido nazista.